# Aqiba (Syrie)
Aqiba (arabe : عقيبةAqîbê, également Akibah) est un village du nord de la Syrie qui dépend administrativement du gouvernorat d'Alep et du district d'Afrin. Selon le recensement de 2015, Aqiba comptait alors une population de 5 400 habitants.

## Géographie
Aqiba est au nord-ouest d'Alep et proche d'Afrin et Basselhaya au nord-ouest, d'Ibbin, Deïr Djamal et Tell Rifaat au nord-est, Nobl et Zahraa au sud, Barad au sud-ouest et Kimar à l'ouest.

## Histoire
Aqiba est sous administration des milices armées kurdes depuis mars 2013.